# Tour de Valònia 2024
El Tour de Valònia 2024, 50a edició del Tour de Valònia, es disputà entre el 22 i el 26 de juliol de 2023 sobre un recorregut de 939,85 km distribuïts en cinc etapes. La cursa formava part del calendari de l'UCI ProSeries 2024, amb una categoria 2.Pro.
El vencedor de la classificació general fou l'italià Matteo Trentin (Tudor Pro Cycling Team). L'acompanyaren al podi Corbin Strong (Israel-Premier Tech) i Alex Kirsch (Lidl-Trek).

## Equips
L'organització convidà a prendre part en la cursa a divuit equips, nou UCI WorldTeam, set ProTeams i dos equips continentals:
| WorldTeams (9)- Alpecin-Deceuninck - Arkéa-B&B Hotels - Decathlon-AG2R La Mondiale - Groupama-FDJ - Intermarché-Wanty - Lidl-Trek - Movistar Team - Red Bull-Bora-Hansgrohe - Team Visma \| Lease a Bike ProTeams (7)- Bingoal WB - Israel-Premier Tech - Lotto Dstny - Team Flanders-Baloise - TotalEnergies - Tudor Pro Cycling Team - Uno-X Mobility Equip continental- Baloise Trek Lions Equip UCI Ciclocròs - Pauwels Sauzen-Bingoal |
| |

## Etapes
| Etapa    | Data      | Ciutats d'etapa             | type              | Distància (km) | Vencedor de l'etapa | Líder de la general |
| -------- | --------- | --------------------------- | ----------------- | -------------- | ------------------- | ------------------- |
| 1a etapa | 22 de jul | Tournai – Fleurus           | etapa plana       | 178,6          | Jordi Meeus         | Jordi Meeus         |
| 2a etapa | 23 de jul | Saint-Ghislain – Ouffet     | etapa plana       | 188,25         | Corbin Strong       | Corbin Strong       |
| 3a etapa | 24 de jul | Arlon – La Roche-en-Ardenne | etapa accidentada | 194            | Markus Hoelgaard    | Corbin Strong       |
| 4a etapa | 25 de jul | Verviers – Herve            | etapa accidentada | 187            | Matteo Trentin      | Matteo Trentin      |
| 5a etapa | 26 de jul | Mouscron – Thuin            | etapa plana       | 192            | Samuel Watson       | Matteo Trentin      |

### 1a etapa
| \| Classificació de l'etapa \| Classificació de l'etapa \| Classificació de l'etapa \| Classificació de l'etapa \| Classificació de l'etapa \| \| Corredor \| Corredor \| Equip \| Temps \| \| \| ------------------------ \| ------------------------ \| -------------------------- \| ------------------------ \| ------------------------ \| \| 1r \| Jordi Meeus \| Red Bull-Bora-Hansgrohe \| 4h 03' 11" \| \| \| 2n \| Madis Mihkels \| Intermarché-Wanty \| + 0" \| \| \| 3r \| Paul Penhoët \| Groupama-FDJ \| + 0" \| \| \| 4t \| Mick van Dijke \| Team Visma \\| Lease a Bike \| + 0" \| \| \| 5è \| Émilien Jeannière \| TotalEnergies \| + 0" \| \| \| 6è \| Pierre Gautherat \| Decathlon-AG2R La Mondiale \| + 0" \| \| \| 7è \| Jesse Kramer \| Team Visma \\| Lease a Bike \| + 0" \| \| \| 8è \| Lilian Calmejane \| Intermarché-Wanty \| + 0" \| \| \| 9è \| Luca Van Boven \| Bingoal WB \| + 0" \| \| \| 10è \| Florian Vermeersch \| Lotto Dstny \| + 0" \| \| |                    |                            |            |
| |                    |                            |            |
| Font: ProCyclingStats |                    |                            |            |
| Classificació de l'etapa |                    |                            |            |
| Corredor | Corredor           | Equip                      | Temps      |
| 1r | Jordi Meeus        | Red Bull-Bora-Hansgrohe    | 4h 03' 11" |
| 2n | Madis Mihkels      | Intermarché-Wanty          | + 0"       |
| 3r | Paul Penhoët       | Groupama-FDJ               | + 0"       |
| 4t | Mick van Dijke     | Team Visma \| Lease a Bike | + 0"       |
| 5è | Émilien Jeannière  | TotalEnergies              | + 0"       |
| 6è | Pierre Gautherat   | Decathlon-AG2R La Mondiale | + 0"       |
| 7è | Jesse Kramer       | Team Visma \| Lease a Bike | + 0"       |
| 8è | Lilian Calmejane   | Intermarché-Wanty          | + 0"       |
| 9è | Luca Van Boven     | Bingoal WB                 | + 0"       |
| 10è | Florian Vermeersch | Lotto Dstny                | + 0"       |

| \| Classificació general \| Classificació general \| Classificació general \| Classificació general \| Classificació general \| \| Corredor \| Corredor \| Equip \| Temps \| \| \| --------------------- \| --------------------- \| -------------------------- \| --------------------- \| --------------------- \| \| 1r \| Jordi Meeus \| Red Bull-Bora-Hansgrohe \| 4h 03' 01" \| \| \| 2n \| Madis Mihkels \| Intermarché-Wanty \| + 4" \| \| \| 3r \| Paul Penhoët \| Groupama-FDJ \| + 6" \| \| \| 4t \| Corbin Strong \| Israel-Premier Tech \| + 7" \| \| \| 5è \| Benoît Cosnefroy \| Decathlon-AG2R La Mondiale \| + 7" \| \| \| 6è \| Alex Kirsch \| Lidl-Trek \| + 8" \| \| \| 7è \| Matteo Trentin \| Tudor Pro Cycling Team \| + 8" \| \| \| 8è \| Stan Dewulf \| Decathlon-AG2R La Mondiale \| + 9" \| \| \| 9è \| Andreas Kron \| Lotto Dstny \| + 9" \| \| \| 10è \| Mick van Dijke \| Team Visma \\| Lease a Bike \| + 10" \| \| |                  |                            |            |
| |                  |                            |            |
| Font: ProCyclingStats |                  |                            |            |
| Classificació general |                  |                            |            |
| Corredor | Corredor         | Equip                      | Temps      |
| 1r | Jordi Meeus      | Red Bull-Bora-Hansgrohe    | 4h 03' 01" |
| 2n | Madis Mihkels    | Intermarché-Wanty          | + 4"       |
| 3r | Paul Penhoët     | Groupama-FDJ               | + 6"       |
| 4t | Corbin Strong    | Israel-Premier Tech        | + 7"       |
| 5è | Benoît Cosnefroy | Decathlon-AG2R La Mondiale | + 7"       |
| 6è | Alex Kirsch      | Lidl-Trek                  | + 8"       |
| 7è | Matteo Trentin   | Tudor Pro Cycling Team     | + 8"       |
| 8è | Stan Dewulf      | Decathlon-AG2R La Mondiale | + 9"       |
| 9è | Andreas Kron     | Lotto Dstny                | + 9"       |
| 10è | Mick van Dijke   | Team Visma \| Lease a Bike | + 10"      |

### 2a etapa
| \| Classificació de l'etapa \| Classificació de l'etapa \| Classificació de l'etapa \| Classificació de l'etapa \| Classificació de l'etapa \| \| Corredor \| Corredor \| Equip \| Temps \| \| \| ------------------------ \| ------------------------ \| ------------------------ \| ------------------------ \| ------------------------ \| \| 1r \| Corbin Strong \| Israel-Premier Tech \| 4h 04' 23" \| \| \| 2n \| Émilien Jeannière \| TotalEnergies \| + 0" \| \| \| 3r \| Paul Penhoët \| Groupama-FDJ \| + 0" \| \| \| 4t \| Alex Kirsch \| Lidl-Trek \| + 0" \| \| \| 5è \| Natnael Tesfatsion \| Lidl-Trek \| + 0" \| \| \| 6è \| Alec Segaert \| Lotto Dstny \| + 0" \| \| \| 7è \| Carlos Canal Blanco \| Movistar Team \| + 0" \| \| \| 8è \| Matteo Trentin \| Tudor Pro Cycling Team \| + 0" \| \| \| 9è \| Clément Venturini \| Arkéa-B&B Hotels \| + 0" \| \| \| 10è \| Simon Clarke \| Israel-Premier Tech \| + 0" \| \| |                     |                        |            |
| |                     |                        |            |
| Font: ProCyclingStats |                     |                        |            |
| Classificació de l'etapa |                     |                        |            |
| Corredor | Corredor            | Equip                  | Temps      |
| 1r | Corbin Strong       | Israel-Premier Tech    | 4h 04' 23" |
| 2n | Émilien Jeannière   | TotalEnergies          | + 0"       |
| 3r | Paul Penhoët        | Groupama-FDJ           | + 0"       |
| 4t | Alex Kirsch         | Lidl-Trek              | + 0"       |
| 5è | Natnael Tesfatsion  | Lidl-Trek              | + 0"       |
| 6è | Alec Segaert        | Lotto Dstny            | + 0"       |
| 7è | Carlos Canal Blanco | Movistar Team          | + 0"       |
| 8è | Matteo Trentin      | Tudor Pro Cycling Team | + 0"       |
| 9è | Clément Venturini   | Arkéa-B&B Hotels       | + 0"       |
| 10è | Simon Clarke        | Israel-Premier Tech    | + 0"       |

| \| Classificació general \| Classificació general \| Classificació general \| Classificació general \| Classificació general \| \| Corredor \| Corredor \| Equip \| Temps \| \| \| --------------------- \| --------------------- \| -------------------------- \| --------------------- \| --------------------- \| \| 1r \| Corbin Strong \| Israel-Premier Tech \| 8h 07' 21" \| \| \| 2n \| Jordi Meeus \| Red Bull-Bora-Hansgrohe \| + 3" \| \| \| 3r \| Paul Penhoët \| Groupama-FDJ \| + 5" \| \| \| 4t \| Émilien Jeannière \| TotalEnergies \| + 7" \| \| \| 5è \| Benoît Cosnefroy \| Decathlon-AG2R La Mondiale \| + 10" \| \| \| 6è \| Alex Kirsch \| Lidl-Trek \| + 11" \| \| \| 7è \| Matteo Trentin \| Tudor Pro Cycling Team \| + 11" \| \| \| 8è \| Pascal Eenkhoorn \| Lotto Dstny \| + 11" \| \| \| 9è \| Stan Dewulf \| Decathlon-AG2R La Mondiale \| + 12" \| \| \| 10è \| Mick van Dijke \| Team Visma \\| Lease a Bike \| + 13" \| \| |                   |                            |            |
| |                   |                            |            |
| Font: ProCyclingStats |                   |                            |            |
| Classificació general |                   |                            |            |
| Corredor | Corredor          | Equip                      | Temps      |
| 1r | Corbin Strong     | Israel-Premier Tech        | 8h 07' 21" |
| 2n | Jordi Meeus       | Red Bull-Bora-Hansgrohe    | + 3"       |
| 3r | Paul Penhoët      | Groupama-FDJ               | + 5"       |
| 4t | Émilien Jeannière | TotalEnergies              | + 7"       |
| 5è | Benoît Cosnefroy  | Decathlon-AG2R La Mondiale | + 10"      |
| 6è | Alex Kirsch       | Lidl-Trek                  | + 11"      |
| 7è | Matteo Trentin    | Tudor Pro Cycling Team     | + 11"      |
| 8è | Pascal Eenkhoorn  | Lotto Dstny                | + 11"      |
| 9è | Stan Dewulf       | Decathlon-AG2R La Mondiale | + 12"      |
| 10è | Mick van Dijke    | Team Visma \| Lease a Bike | + 13"      |

### 3a etapa
| \| Classificació de l'etapa \| Classificació de l'etapa \| Classificació de l'etapa \| Classificació de l'etapa \| Classificació de l'etapa \| \| Corredor \| Corredor \| Equip \| Temps \| \| \| ------------------------ \| ------------------------ \| -------------------------- \| ------------------------ \| ------------------------ \| \| 1r \| Markus Hoelgaard \| Uno-X Mobility \| 4h 46' 53" \| \| \| 2n \| Jimmy Janssens \| Alpecin-Deceuninck \| + 2" \| \| \| 3r \| Matteo Trentin \| Tudor Pro Cycling Team \| + 43" \| \| \| 4t \| Frederik Wandahl \| Red Bull-Bora-Hansgrohe \| + 43" \| \| \| 5è \| Carlos Canal Blanco \| Movistar Team \| + 43" \| \| \| 6è \| Corbin Strong \| Israel-Premier Tech \| + 43" \| \| \| 7è \| Lorenzo Rota \| Intermarché-Wanty \| + 43" \| \| \| 8è \| Per Strand Hagenes \| Team Visma \\| Lease a Bike \| + 43" \| \| \| 9è \| Alex Kirsch \| Lidl-Trek \| + 43" \| \| \| 10è \| Stan Dewulf \| Decathlon-AG2R La Mondiale \| + 43" \| \| |                     |                            |            |
| |                     |                            |            |
| Font: ProCyclingStats |                     |                            |            |
| Classificació de l'etapa |                     |                            |            |
| Corredor | Corredor            | Equip                      | Temps      |
| 1r | Markus Hoelgaard    | Uno-X Mobility             | 4h 46' 53" |
| 2n | Jimmy Janssens      | Alpecin-Deceuninck         | + 2"       |
| 3r | Matteo Trentin      | Tudor Pro Cycling Team     | + 43"      |
| 4t | Frederik Wandahl    | Red Bull-Bora-Hansgrohe    | + 43"      |
| 5è | Carlos Canal Blanco | Movistar Team              | + 43"      |
| 6è | Corbin Strong       | Israel-Premier Tech        | + 43"      |
| 7è | Lorenzo Rota        | Intermarché-Wanty          | + 43"      |
| 8è | Per Strand Hagenes  | Team Visma \| Lease a Bike | + 43"      |
| 9è | Alex Kirsch         | Lidl-Trek                  | + 43"      |
| 10è | Stan Dewulf         | Decathlon-AG2R La Mondiale | + 43"      |

| \| Classificació general \| Classificació general \| Classificació general \| Classificació general \| Classificació general \| \| Corredor \| Corredor \| Equip \| Temps \| \| \| --------------------- \| --------------------- \| -------------------------- \| --------------------- \| --------------------- \| \| 1r \| Corbin Strong \| Israel-Premier Tech \| 12h 54' 57" \| \| \| 2n \| Matteo Trentin \| Tudor Pro Cycling Team \| + 7" \| \| \| 3r \| Alex Kirsch \| Lidl-Trek \| + 11" \| \| \| 4t \| Stan Dewulf \| Decathlon-AG2R La Mondiale \| + 12" \| \| \| 5è \| Simon Clarke \| Israel-Premier Tech \| + 12" \| \| \| 6è \| Carlos Canal Blanco \| Movistar Team \| + 13" \| \| \| 7è \| Dylan Teuns \| Israel-Premier Tech \| + 13" \| \| \| 8è \| Lorenzo Rota \| Intermarché-Wanty \| + 13" \| \| \| 9è \| Rudy Molard \| Groupama-FDJ \| + 13" \| \| \| 10è \| Natnael Tesfatsion \| Lidl-Trek \| + 13" \| \| |                     |                            |             |
| |                     |                            |             |
| Font: ProCyclingStats |                     |                            |             |
| Classificació general |                     |                            |             |
| Corredor | Corredor            | Equip                      | Temps       |
| 1r | Corbin Strong       | Israel-Premier Tech        | 12h 54' 57" |
| 2n | Matteo Trentin      | Tudor Pro Cycling Team     | + 7"        |
| 3r | Alex Kirsch         | Lidl-Trek                  | + 11"       |
| 4t | Stan Dewulf         | Decathlon-AG2R La Mondiale | + 12"       |
| 5è | Simon Clarke        | Israel-Premier Tech        | + 12"       |
| 6è | Carlos Canal Blanco | Movistar Team              | + 13"       |
| 7è | Dylan Teuns         | Israel-Premier Tech        | + 13"       |
| 8è | Lorenzo Rota        | Intermarché-Wanty          | + 13"       |
| 9è | Rudy Molard         | Groupama-FDJ               | + 13"       |
| 10è | Natnael Tesfatsion  | Lidl-Trek                  | + 13"       |

### 4a etapa
| \| Classificació de l'etapa \| Classificació de l'etapa \| Classificació de l'etapa \| Classificació de l'etapa \| Classificació de l'etapa \| \| Corredor \| Corredor \| Equip \| Temps \| \| \| ------------------------ \| ------------------------ \| -------------------------- \| ------------------------ \| ------------------------ \| \| 1r \| Matteo Trentin \| Tudor Pro Cycling Team \| 4h 20' 03" \| \| \| 2n \| Timo Kielich \| Alpecin-Deceuninck \| + 0" \| \| \| 3r \| Émilien Jeannière \| TotalEnergies \| + 0" \| \| \| 4t \| Madis Mihkels \| Intermarché-Wanty \| + 0" \| \| \| 5è \| Mick van Dijke \| Team Visma \\| Lease a Bike \| + 0" \| \| \| 6è \| Louis Barré \| Arkéa-B&B Hotels \| + 0" \| \| \| 7è \| Iván García Cortina \| Movistar Team \| + 0" \| \| \| 8è \| Lewis Askey \| Groupama-FDJ \| + 0" \| \| \| 9è \| Tibor Del Grosso \| Alpecin-Deceuninck \| + 0" \| \| \| 10è \| Dion Smith \| Intermarché-Wanty \| + 0" \| \| |                     |                            |            |
| |                     |                            |            |
| Font: ProCyclingStats |                     |                            |            |
| Classificació de l'etapa |                     |                            |            |
| Corredor | Corredor            | Equip                      | Temps      |
| 1r | Matteo Trentin      | Tudor Pro Cycling Team     | 4h 20' 03" |
| 2n | Timo Kielich        | Alpecin-Deceuninck         | + 0"       |
| 3r | Émilien Jeannière   | TotalEnergies              | + 0"       |
| 4t | Madis Mihkels       | Intermarché-Wanty          | + 0"       |
| 5è | Mick van Dijke      | Team Visma \| Lease a Bike | + 0"       |
| 6è | Louis Barré         | Arkéa-B&B Hotels           | + 0"       |
| 7è | Iván García Cortina | Movistar Team              | + 0"       |
| 8è | Lewis Askey         | Groupama-FDJ               | + 0"       |
| 9è | Tibor Del Grosso    | Alpecin-Deceuninck         | + 0"       |
| 10è | Dion Smith          | Intermarché-Wanty          | + 0"       |

| \| Classificació general \| Classificació general \| Classificació general \| Classificació general \| Classificació general \| \| Corredor \| Corredor \| Equip \| Temps \| \| \| --------------------- \| --------------------- \| -------------------------- \| --------------------- \| --------------------- \| \| 1r \| Matteo Trentin \| Tudor Pro Cycling Team \| 17h 14' 54" \| \| \| 2n \| Corbin Strong \| Israel-Premier Tech \| + 6" \| \| \| 3r \| Alex Kirsch \| Lidl-Trek \| + 15" \| \| \| 4t \| Stan Dewulf \| Decathlon-AG2R La Mondiale \| + 18" \| \| \| 5è \| Frederik Wandahl \| Red Bull-Bora-Hansgrohe \| + 18" \| \| \| 6è \| Simon Clarke \| Israel-Premier Tech \| + 18" \| \| \| 7è \| Carlos Canal Blanco \| Movistar Team \| + 19" \| \| \| 8è \| Dylan Teuns \| Israel-Premier Tech \| + 19" \| \| \| 9è \| Rudy Molard \| Groupama-FDJ \| + 19" \| \| \| 10è \| Natnael Tesfatsion \| Lidl-Trek \| + 19" \| \| |                     |                            |             |
| |                     |                            |             |
| Font: ProCyclingStats |                     |                            |             |
| Classificació general |                     |                            |             |
| Corredor | Corredor            | Equip                      | Temps       |
| 1r | Matteo Trentin      | Tudor Pro Cycling Team     | 17h 14' 54" |
| 2n | Corbin Strong       | Israel-Premier Tech        | + 6"        |
| 3r | Alex Kirsch         | Lidl-Trek                  | + 15"       |
| 4t | Stan Dewulf         | Decathlon-AG2R La Mondiale | + 18"       |
| 5è | Frederik Wandahl    | Red Bull-Bora-Hansgrohe    | + 18"       |
| 6è | Simon Clarke        | Israel-Premier Tech        | + 18"       |
| 7è | Carlos Canal Blanco | Movistar Team              | + 19"       |
| 8è | Dylan Teuns         | Israel-Premier Tech        | + 19"       |
| 9è | Rudy Molard         | Groupama-FDJ               | + 19"       |
| 10è | Natnael Tesfatsion  | Lidl-Trek                  | + 19"       |

### 5a etapa
| \| Classificació de l'etapa \| Classificació de l'etapa \| Classificació de l'etapa \| Classificació de l'etapa \| Classificació de l'etapa \| \| Corredor \| Corredor \| Equip \| Temps \| \| \| ------------------------ \| ------------------------ \| -------------------------- \| ------------------------ \| ------------------------ \| \| 1r \| Samuel Watson \| Groupama-FDJ \| 4h 47' 48" \| \| \| 2n \| Corbin Strong \| Israel-Premier Tech \| + 4" \| \| \| 3r \| Timo Kielich \| Alpecin-Deceuninck \| + 4" \| \| \| 4t \| Natnael Tesfatsion \| Lidl-Trek \| + 4" \| \| \| 5è \| Per Strand Hagenes \| Team Visma \\| Lease a Bike \| + 4" \| \| \| 6è \| Stan Dewulf \| Decathlon-AG2R La Mondiale \| + 4" \| \| \| 7è \| Iván García Cortina \| Movistar Team \| + 4" \| \| \| 8è \| Matteo Trentin \| Tudor Pro Cycling Team \| + 4" \| \| \| 9è \| Rudy Molard \| Groupama-FDJ \| + 4" \| \| \| 10è \| Carlos Canal Blanco \| Movistar Team \| + 4" \| \| |                     |                            |            |
| |                     |                            |            |
| Font: ProCyclingStats |                     |                            |            |
| Classificació de l'etapa |                     |                            |            |
| Corredor | Corredor            | Equip                      | Temps      |
| 1r | Samuel Watson       | Groupama-FDJ               | 4h 47' 48" |
| 2n | Corbin Strong       | Israel-Premier Tech        | + 4"       |
| 3r | Timo Kielich        | Alpecin-Deceuninck         | + 4"       |
| 4t | Natnael Tesfatsion  | Lidl-Trek                  | + 4"       |
| 5è | Per Strand Hagenes  | Team Visma \| Lease a Bike | + 4"       |
| 6è | Stan Dewulf         | Decathlon-AG2R La Mondiale | + 4"       |
| 7è | Iván García Cortina | Movistar Team              | + 4"       |
| 8è | Matteo Trentin      | Tudor Pro Cycling Team     | + 4"       |
| 9è | Rudy Molard         | Groupama-FDJ               | + 4"       |
| 10è | Carlos Canal Blanco | Movistar Team              | + 4"       |

## Classificacions finals

### Classificació general
| \| Classificació general \| Classificació general \| Classificació general \| Classificació general \| Classificació general \| \| Corredor \| Corredor \| Equip \| Temps \| \| \| --------------------- \| --------------------- \| -------------------------- \| --------------------- \| --------------------- \| \| 1r \| Matteo Trentin \| Tudor Pro Cycling Team \| 22h 02' 46" \| \| \| 2n \| Corbin Strong \| Israel-Premier Tech \| + 0" \| \| \| 3r \| Alex Kirsch \| Lidl-Trek \| + 15" \| \| \| 4t \| Stan Dewulf \| Decathlon-AG2R La Mondiale \| + 18" \| \| \| 5è \| Frederik Wandahl \| Red Bull-Bora-Hansgrohe \| + 18" \| \| \| 6è \| Simon Clarke \| Israel-Premier Tech \| + 18" \| \| \| 7è \| Carlos Canal Blanco \| Movistar Team \| + 19" \| \| \| 8è \| Natnael Tesfatsion \| Lidl-Trek \| + 19" \| \| \| 9è \| Rudy Molard \| Groupama-FDJ \| + 19" \| \| \| 10è \| Dylan Teuns \| Israel-Premier Tech \| + 19" \| \| |                     |                            |             |
| |                     |                            |             |
| Font: ProCyclingStats |                     |                            |             |
| Classificació general |                     |                            |             |
| Corredor | Corredor            | Equip                      | Temps       |
| 1r | Matteo Trentin      | Tudor Pro Cycling Team     | 22h 02' 46" |
| 2n | Corbin Strong       | Israel-Premier Tech        | + 0"        |
| 3r | Alex Kirsch         | Lidl-Trek                  | + 15"       |
| 4t | Stan Dewulf         | Decathlon-AG2R La Mondiale | + 18"       |
| 5è | Frederik Wandahl    | Red Bull-Bora-Hansgrohe    | + 18"       |
| 6è | Simon Clarke        | Israel-Premier Tech        | + 18"       |
| 7è | Carlos Canal Blanco | Movistar Team              | + 19"       |
| 8è | Natnael Tesfatsion  | Lidl-Trek                  | + 19"       |
| 9è | Rudy Molard         | Groupama-FDJ               | + 19"       |
| 10è | Dylan Teuns         | Israel-Premier Tech        | + 19"       |

### Classificacions secundàries
| Classificació per punts | Classificació per punts | Classificació per punts | Classificació per punts | Classificació per punts |
| Corredor                | Corredor                | Equip                   | Punts                   |                         |
| ----------------------- | ----------------------- | ----------------------- | ----------------------- | ----------------------- |
| 1r                      | Matteo Trentin          | Tudor Pro Cycling Team  | 46 pts                  |                         |
| 2n                      | Corbin Strong           | Israel-Premier Tech     | 44 pts                  |                         |
| 3r                      | Émilien Jeannière       | TotalEnergies           | 43 pts                  |                         |
| 4t                      | Paul Penhoët            | Groupama-FDJ            | 30 pts                  |                         |
| 5è                      | Madis Mihkels           | Intermarché-Wanty       | 30 pts                  |                         |
| 6è                      | Timo Kielich            | Alpecin-Deceuninck      | 28 pts                  |                         |
| 7è                      | Samuel Watson           | Groupama-FDJ            | 25 pts                  |                         |
| 8è                      | Markus Hoelgaard        | Uno-X Mobility          | 25 pts                  |                         |
| 9è                      | Jordi Meeus             | Red Bull-Bora-Hansgrohe | 25 pts                  |                         |
| 10è                     | Jimmy Janssens          | Alpecin-Deceuninck      | 20 pts                  |                         |

| Classificació per punts | Classificació per punts | Classificació per punts | Classificació per punts | Classificació per punts |
| Corredor                | Corredor                | Equip                   | Punts                   |                         |
| ----------------------- | ----------------------- | ----------------------- | ----------------------- | ----------------------- |
| 1r                      | Matteo Trentin          | Tudor Pro Cycling Team  | 46 pts                  |                         |
| 2n                      | Corbin Strong           | Israel-Premier Tech     | 44 pts                  |                         |
| 3r                      | Émilien Jeannière       | TotalEnergies           | 43 pts                  |                         |
| 4t                      | Paul Penhoët            | Groupama-FDJ            | 30 pts                  |                         |
| 5è                      | Madis Mihkels           | Intermarché-Wanty       | 30 pts                  |                         |
| 6è                      | Timo Kielich            | Alpecin-Deceuninck      | 28 pts                  |                         |
| 7è                      | Samuel Watson           | Groupama-FDJ            | 25 pts                  |                         |
| 8è                      | Markus Hoelgaard        | Uno-X Mobility          | 25 pts                  |                         |
| 9è                      | Jordi Meeus             | Red Bull-Bora-Hansgrohe | 25 pts                  |                         |
| 10è                     | Jimmy Janssens          | Alpecin-Deceuninck      | 20 pts                  |                         |

| Classificació de la muntanya | Classificació de la muntanya | Classificació de la muntanya | Classificació de la muntanya | Classificació de la muntanya |
| Corredor                     | Corredor                     | Equip                        | Punts                        |                              |
| ---------------------------- | ---------------------------- | ---------------------------- | ---------------------------- | ---------------------------- |
| 1r                           | Jimmy Janssens               | Alpecin-Deceuninck           | 80 pts                       |                              |
| 2n                           | Markus Hoelgaard             | Uno-X Mobility               | 52 pts                       |                              |
| 3r                           | Johan Jacobs                 | Movistar Team                | 40 pts                       |                              |
| 4t                           | Gilles De Wilde              | Team Flanders-Baloise        | 22 pts                       |                              |
| 5è                           | Cole Kessler                 | Lidl-Trek                    | 22 pts                       |                              |
| 6è                           | Michael Gogl                 | Alpecin-Deceuninck           | 20 pts                       |                              |
| 7è                           | Liam Slock                   | Lotto Dstny                  | 14 pts                       |                              |
| 8è                           | Thomas Bonnet                | TotalEnergies                | 14 pts                       |                              |
| 9è                           | William Blume Levy           | Uno-X Mobility               | 12 pts                       |                              |
| 10è                          | Filip Maciejuk               | Red Bull-Bora-Hansgrohe      | 12 pts                       |                              |

| Classificació de la muntanya | Classificació de la muntanya | Classificació de la muntanya | Classificació de la muntanya | Classificació de la muntanya |
| Corredor                     | Corredor                     | Equip                        | Punts                        |                              |
| ---------------------------- | ---------------------------- | ---------------------------- | ---------------------------- | ---------------------------- |
| 1r                           | Jimmy Janssens               | Alpecin-Deceuninck           | 80 pts                       |                              |
| 2n                           | Markus Hoelgaard             | Uno-X Mobility               | 52 pts                       |                              |
| 3r                           | Johan Jacobs                 | Movistar Team                | 40 pts                       |                              |
| 4t                           | Gilles De Wilde              | Team Flanders-Baloise        | 22 pts                       |                              |
| 5è                           | Cole Kessler                 | Lidl-Trek                    | 22 pts                       |                              |
| 6è                           | Michael Gogl                 | Alpecin-Deceuninck           | 20 pts                       |                              |
| 7è                           | Liam Slock                   | Lotto Dstny                  | 14 pts                       |                              |
| 8è                           | Thomas Bonnet                | TotalEnergies                | 14 pts                       |                              |
| 9è                           | William Blume Levy           | Uno-X Mobility               | 12 pts                       |                              |
| 10è                          | Filip Maciejuk               | Red Bull-Bora-Hansgrohe      | 12 pts                       |                              |

| Classificació del millor jove | Classificació del millor jove | Classificació del millor jove | Classificació del millor jove | Classificació del millor jove |
| Corredor                      | Corredor                      | Equip                         | Temps                         |                               |
| ----------------------------- | ----------------------------- | ----------------------------- | ----------------------------- | ----------------------------- |
| 1r                            | Frederik Wandahl              | Red Bull-Bora-Hansgrohe       | 22h 03' 04"                   |                               |
| 2n                            | Carlos Canal Blanco           | Movistar Team                 | + 1"                          |                               |
| 3r                            | Per Strand Hagenes            | Team Visma \| Lease a Bike    | + 1"                          |                               |
| 4t                            | Alec Segaert                  | Lotto Dstny                   | + 16"                         |                               |
| 5è                            | Samuel Watson                 | Groupama-FDJ                  | + 2' 33"                      |                               |
| 6è                            | Tibor Del Grosso              | Alpecin-Deceuninck            | + 3' 16"                      |                               |
| 7è                            | Pim Ronhaar                   | Baloise Trek Lions            | + 7' 23"                      |                               |
| 8è                            | Paul Penhoët                  | Groupama-FDJ                  | + 11' 12"                     |                               |
| 9è                            | Pierre Gautherat              | Decathlon-AG2R La Mondiale    | + 12' 40"                     |                               |
| 10è                           | Sakarias Koller Løland        | Uno-X Mobility                | + 13' 06"                     |                               |

| Classificació del millor jove | Classificació del millor jove | Classificació del millor jove | Classificació del millor jove | Classificació del millor jove |
| Corredor                      | Corredor                      | Equip                         | Temps                         |                               |
| ----------------------------- | ----------------------------- | ----------------------------- | ----------------------------- | ----------------------------- |
| 1r                            | Frederik Wandahl              | Red Bull-Bora-Hansgrohe       | 22h 03' 04"                   |                               |
| 2n                            | Carlos Canal Blanco           | Movistar Team                 | + 1"                          |                               |
| 3r                            | Per Strand Hagenes            | Team Visma \| Lease a Bike    | + 1"                          |                               |
| 4t                            | Alec Segaert                  | Lotto Dstny                   | + 16"                         |                               |
| 5è                            | Samuel Watson                 | Groupama-FDJ                  | + 2' 33"                      |                               |
| 6è                            | Tibor Del Grosso              | Alpecin-Deceuninck            | + 3' 16"                      |                               |
| 7è                            | Pim Ronhaar                   | Baloise Trek Lions            | + 7' 23"                      |                               |
| 8è                            | Paul Penhoët                  | Groupama-FDJ                  | + 11' 12"                     |                               |
| 9è                            | Pierre Gautherat              | Decathlon-AG2R La Mondiale    | + 12' 40"                     |                               |
| 10è                           | Sakarias Koller Løland        | Uno-X Mobility                | + 13' 06"                     |                               |

| Classificació per equips | Classificació per equips | Classificació per equips | Classificació per equips |
| Equip                    | Equip                    | Temps                    |                          |
| ------------------------ | ------------------------ | ------------------------ | ------------------------ |
| 1r                       | Israel-Premier Tech      | 66h 09' 15"              |                          |
| 2n                       | Lidl-Trek                | + 29"                    |                          |
| 3r                       | Bingoal WB               | + 3' 50"                 |                          |
| 4t                       | Arkéa-B&B Hotels         | + 5' 34"                 |                          |
| 5è                       | Groupama-FDJ             | + 5' 39"                 |                          |
| 6è                       | Alpecin-Deceuninck       | + 6' 00"                 |                          |
| 7è                       | Uno-X Mobility           | + 7' 41"                 |                          |
| 8è                       | Intermarché-Wanty        | + 7' 51"                 |                          |
| 9è                       | Lotto Dstny              | + 8' 27"                 |                          |
| 10è                      | Movistar Team            | + 12' 23"                |                          |

| Classificació per equips | Classificació per equips | Classificació per equips | Classificació per equips |
| Equip                    | Equip                    | Temps                    |                          |
| ------------------------ | ------------------------ | ------------------------ | ------------------------ |
| 1r                       | Israel-Premier Tech      | 66h 09' 15"              |                          |
| 2n                       | Lidl-Trek                | + 29"                    |                          |
| 3r                       | Bingoal WB               | + 3' 50"                 |                          |
| 4t                       | Arkéa-B&B Hotels         | + 5' 34"                 |                          |
| 5è                       | Groupama-FDJ             | + 5' 39"                 |                          |
| 6è                       | Alpecin-Deceuninck       | + 6' 00"                 |                          |
| 7è                       | Uno-X Mobility           | + 7' 41"                 |                          |
| 8è                       | Intermarché-Wanty        | + 7' 51"                 |                          |
| 9è                       | Lotto Dstny              | + 8' 27"                 |                          |
| 10è                      | Movistar Team            | + 12' 23"                |                          |

## Evolució de les classificacions
| Etapa                  | Vencedor               | Classificació general | Classificació per punts | Classificació de la muntanya | Classificació dels esprints intermedis | Classificació dels joves | Classificació per equips |
| ---------------------- | ---------------------- | --------------------- | ----------------------- | ---------------------------- | -------------------------------------- | ------------------------ | ------------------------ |
| 1                      | Jordi Meeus            | Jordi Meeus           | Jordi Meeus             | Andreas Kron                 | Corbin Strong                          | Madis Mihkels            | Intermarché-Wanty        |
| 2                      | Corbin Strong          | Corbin Strong         | Paul Penhoët            | Johan Jacobs                 | Baptiste Veistroffer                   | Paul Penhoët             | Groupama-FDJ             |
| 3                      | Markus Hoelgaard       | Corbin Strong         | Corbin Strong           | Jimmy Janssens               | Markus Hoelgaard                       | Carlos Canal             | Israel-Premier Tech      |
| 4                      | Matteo Trentin         | Matteo Trentin        | Matteo Trentin          | Jimmy Janssens               | Cole Kessler                           | Frederik Wandahl         | Israel-Premier Tech      |
| 5                      | Samuel Watson          | Matteo Trentin        | Matteo Trentin          | Jimmy Janssens               | Cole Kessler                           | Frederik Wandahl         | Israel-Premier Tech      |
| Classificacions finals | Classificacions finals | Matteo Trentin        | Matteo Trentin          | Jimmy Janssens               | Cole Kessler                           | Frederik Wandahl         | Israel-Premier Tech      |

## Llista de participants
| Alpecin-Deceuninck ADC | Alpecin-Deceuninck ADC | Alpecin-Deceuninck ADC |
| ---------------------- | ---------------------- | ---------------------- |
| Núm                    | Ciclista               | Pos                    |
| 1                      | Tobias Bayer (AUT)     | 57è                    |
| 2                      | Lars Boven (NED)       | DNF-5                  |
| 3                      | Michael Gogl (AUT)     | 44è                    |
| 4                      | Jimmy Janssens (BEL)   | 32è                    |
| 5                      | Timo Kielich (BEL)     | 58è                    |
| 6                      | Stan Van Tricht (BEL)  | 75è                    |
| 7                      | Tibor Del Grosso (NED) | 28è                    |

| Arkéa-B&B Hotels ARK | Arkéa-B&B Hotels ARK    | Arkéa-B&B Hotels ARK |
| -------------------- | ----------------------- | -------------------- |
| Núm                  | Ciclista                | Pos                  |
| 11                   | Florian Sénéchal (FRA)  | 62è                  |
| 12                   | Louis Barré (FRA)       | 12è                  |
| 13                   | Laurens Huys (BEL)      | 21è                  |
| 14                   | Matis Louvel (FRA)      | 60è                  |
| 15                   | Alan Riou (FRA)         | 99è                  |
| 16                   | Clément Venturini (FRA) | 20è                  |
| 17                   | Miles Scotson (AUS)     | 86è                  |

| Red Bull-Bora-Hansgrohe RBH | Red Bull-Bora-Hansgrohe RBH | Red Bull-Bora-Hansgrohe RBH |
| --------------------------- | --------------------------- | --------------------------- |
| Núm                         | Ciclista                    | Pos                         |
| 21                          | Emil Herzog (GER)           | 54è                         |
| 22                          | Jordi Meeus (BEL)           | 67è                         |
| 24                          | Frederik Wandahl (DEN)      | 5è                          |
| 25                          | Filip Maciejuk (POL)        | 74è                         |
| 26                          | Jonas Koch (GER)            | 87è                         |

| Decathlon-AG2R La Mondiale DAT | Decathlon-AG2R La Mondiale DAT | Decathlon-AG2R La Mondiale DAT |
| ------------------------------ | ------------------------------ | ------------------------------ |
| Núm                            | Ciclista                       | Pos                            |
| 31                             | Benoît Cosnefroy (FRA)         | 35è                            |
| 32                             | Dries De Bondt (BEL)           | 85è                            |
| 33                             | Stan Dewulf (BEL)              | 4t                             |
| 34                             | Pierre Gautherat (FRA)         | 45è                            |
| 35                             | Jordan Labrosse (FRA)          | DNF-5                          |
| 36                             | Gianluca Pollefliet (BEL)      | 84è                            |
| 37                             | Baptiste Veistroffer (FRA)     | 90è                            |

| Groupama-FDJ GFC | Groupama-FDJ GFC    | Groupama-FDJ GFC |
| ---------------- | ------------------- | ---------------- |
| Núm              | Ciclista            | Pos              |
| 41               | Lewis Askey (GBR)   | 49è              |
| 42               | Cyril Barthe (FRA)  | 81è              |
| 43               | Thibaud Gruel (FRA) | 53è              |
| 44               | Matthew Walls (GBR) | 88è              |
| 45               | Paul Penhoët (FRA)  | 39è              |
| 46               | Rudy Molard (FRA)   | 9è               |
| 47               | Samuel Watson (GBR) | 19è              |

| Intermarché-Wanty IWA | Intermarché-Wanty IWA     | Intermarché-Wanty IWA |
| --------------------- | ------------------------- | --------------------- |
| Núm                   | Ciclista                  | Pos                   |
| 51                    | Lilian Calmejane (FRA)    | 38è                   |
| 52                    | Rune Herregodts (BEL)     | 31è                   |
| 53                    | Gerben Kuypers (BEL)      | 42è                   |
| 54                    | Madis Mihkels (EST)       | 63è                   |
| 55                    | Dion Smith (NZL)          | 29è                   |
| 56                    | Lorenzo Rota (ITA)        | 24è                   |
| 57                    | Baptiste Planckaert (BEL) | 94è                   |

| Lidl-Trek LTK | Lidl-Trek LTK                   | Lidl-Trek LTK |
| ------------- | ------------------------------- | ------------- |
| Núm           | Ciclista                        | Pos           |
| 61            | Dario Cataldo (ITA)             | 89è           |
| 62            | Juan Pedro López (ESP)          | 16è           |
| 63            | Cole Kessler (USA)              | 91è           |
| 64            | Natnael Tesfatsion (ERI) (ruta) | 8è            |
| 65            | Otto Vergaerde (BEL)            | 71è           |
| 66            | Alex Kirsch (LUX)               | 3r            |
| 67            | Mads Pedersen (DEN)             | 100è          |

| Movistar Team MOV | Movistar Team MOV               | Movistar Team MOV |
| ----------------- | ------------------------------- | ----------------- |
| Núm               | Ciclista                        | Pos               |
| 71                | Jon Barrenetxea (ESP)           | 17è               |
| 72                | Carlos Canal Blanco (ESP)       | 7è                |
| 73                | Iván García Cortina (ESP)       | 46è               |
| 74                | Johan Jacobs (SUI)              | 73è               |
| 75                | Gonzalo Serrano Rodríguez (ESP) | 51è               |
| 76                | Lorenzo Milesi (ITA)            | 64è               |

| Team Visma \| Lease a Bike TVL | Team Visma \| Lease a Bike TVL | Team Visma \| Lease a Bike TVL |
| ------------------------------ | ------------------------------ | ------------------------------ |
| Núm                            | Ciclista                       | Pos                            |
| 81                             | Julien Vermote (BEL)           | 48è                            |
| 82                             | Loe van Belle (NED)            | DNF-1                          |
| 83                             | Per Strand Hagenes (NOR)       | 11è                            |
| 84                             | Mick van Dijke (NED)           | 22è                            |
| 87                             | Jesse Kramer (NED)             | 61è                            |

| Bingoal WB BWB | Bingoal WB BWB          | Bingoal WB BWB |
| -------------- | ----------------------- | -------------- |
| Núm            | Ciclista                | Pos            |
| 91             | Ceriel Desal (BEL)      | 83è            |
| 92             | Floris De Tier (BEL)    | 34è            |
| 93             | Louka Matthys (BEL)     | DNF-4          |
| 94             | Johan Meens (BEL)       | 18è            |
| 95             | Michiel Lambrecht (BEL) | 55è            |
| 96             | Luca Van Boven (BEL)    | 23è            |
| 97             | Kenneth Van Rooy (BEL)  | DNF-2          |

| Israel-Premier Tech IPT | Israel-Premier Tech IPT   | Israel-Premier Tech IPT |
| ----------------------- | ------------------------- | ----------------------- |
| Núm                     | Ciclista                  | Pos                     |
| 101                     | Simon Clarke (AUS)        | 6è                      |
| 102                     | Oded Kogut (ISR) (ruta)   | 96è                     |
| 103                     | Riley Pickrell (CAN)      | 101è                    |
| 104                     | Nick Schultz (AUS)        | 33è                     |
| 105                     | Michael Schwarzmann (GER) | 80è                     |
| 106                     | Corbin Strong (NZL)       | 2n                      |
| 107                     | Dylan Teuns (BEL)         | 10è                     |

| Lotto Dstny LTD | Lotto Dstny LTD          | Lotto Dstny LTD |
| --------------- | ------------------------ | --------------- |
| Núm             | Ciclista                 | Pos             |
| 111             | Andreas Kron (DEN)       | 37è             |
| 112             | Pascal Eenkhoorn (NED)   | 15è             |
| 113             | Jasper De Buyst (BEL)    | NP-2            |
| 114             | Alec Segaert (BEL)       | 14è             |
| 115             | Liam Slock (BEL)         | 65è             |
| 116             | Jarne Van De Paar (BEL)  | DNF-1           |
| 117             | Florian Vermeersch (BEL) | 43è             |

| Team Flanders-Baloise TFB | Team Flanders-Baloise TFB | Team Flanders-Baloise TFB |
| ------------------------- | ------------------------- | ------------------------- |
| Núm                       | Ciclista                  | Pos                       |
| 121                       | Arno Claeys (BEL)         | DNF-2                     |
| 122                       | Alex Colman (BEL)         | 25è                       |
| 123                       | Gilles De Wilde (BEL)     | 72è                       |
| 124                       | Jules Hesters (BEL)       | 79è                       |
| 125                       | Yentl Vandevelde (BEL)    | 76è                       |
| 126                       | Ward Vanhoof (BEL)        | 27è                       |
| 127                       | Victor Vercouillie (BEL)  | 98è                       |

| TotalEnergies TEN | TotalEnergies TEN       | TotalEnergies TEN |
| ----------------- | ----------------------- | ----------------- |
| Núm               | Ciclista                | Pos               |
| 131               | Thomas Bonnet (FRA)     | 70è               |
| 132               | Fabien Doubey (FRA)     | 26è               |
| 133               | Émilien Jeannière (FRA) | 41è               |
| 134               | Lorrenzo Manzin (FRA)   | 69è               |
| 135               | Julien Simon (FRA)      | 56è               |
| 136               | Geoffrey Soupe (FRA)    | 95è               |
| 137               | Dries Van Gestel (BEL)  | 78è               |

| Tudor Pro Cycling Team TUD | Tudor Pro Cycling Team TUD  | Tudor Pro Cycling Team TUD |
| -------------------------- | --------------------------- | -------------------------- |
| Núm                        | Ciclista                    | Pos                        |
| 141                        | Tom Bohli (SUI)             | 92è                        |
| 142                        | Alberto Dainese (ITA)       | 82è                        |
| 143                        | Jacob Eriksson (SWE) (ruta) | DNF-5                      |
| 144                        | Lucas Eriksson (SWE)        | 59è                        |
| 145                        | Arthur Kluckers (LUX)       | DNF-5                      |
| 146                        | Marius Mayrhofer (GER)      | DNF-5                      |
| 147                        | Matteo Trentin (ITA)        | 1r                         |

| Uno-X Mobility UXM | Uno-X Mobility UXM            | Uno-X Mobility UXM |
| ------------------ | ----------------------------- | ------------------ |
| Núm                | Ciclista                      | Pos                |
| 151                | Fredrik Dversnes (NOR)        | 13è                |
| 152                | Markus Hoelgaard (NOR) (ruta) | 30è                |
| 153                | William Blume Levy (DEN)      | 97è                |
| 154                | Jonas Iversby Hvideberg (NOR) | 66è                |
| 155                | Sakarias Koller Løland (NOR)  | 47è                |
| 156                | Anders Skaarseth (NOR)        | 52è                |
| 157                | Erik Nordsæter Resell (NOR)   |                    |

| Baloise Trek Lions TBL | Baloise Trek Lions TBL  | Baloise Trek Lions TBL |
| ---------------------- | ----------------------- | ---------------------- |
| Núm                    | Ciclista                | Pos                    |
| 161                    | Lars van der Haar (NED) | 77è                    |
| 162                    | David Haverdings (NED)  | 68è                    |
| 163                    | Pim Ronhaar (NED)       | 36è                    |
| 164                    | Ward Huybs (BEL)        | DNF-4                  |
| 165                    | Olivier Godfroid (BEL)  | DNF-5                  |
| 166                    | Maarten Verheyen (BEL)  | DNF-4                  |
| 167                    | Dietmar Ledegen (BEL)   | DQ-3                   |

| Pauwels Sauzen-Bingoal PSB | Pauwels Sauzen-Bingoal PSB   | Pauwels Sauzen-Bingoal PSB |
| -------------------------- | ---------------------------- | -------------------------- |
| Núm                        | Ciclista                     | Pos                        |
| 171                        | Eli Iserbyt (BEL)            | 50è                        |
| 172                        | Michael Vanthourenhout (BEL) | 40è                        |
| 173                        | Kay De Bruyckere (BEL)       | NP-2                       |
| 177                        | Yorben Lauryssen (BEL)       | 93è                        |

| Alpecin-Deceuninck ADC | Alpecin-Deceuninck ADC | Alpecin-Deceuninck ADC |
| ---------------------- | ---------------------- | ---------------------- |
| Núm                    | Ciclista               | Pos                    |
| 1                      | Tobias Bayer (AUT)     | 57è                    |
| 2                      | Lars Boven (NED)       | DNF-5                  |
| 3                      | Michael Gogl (AUT)     | 44è                    |
| 4                      | Jimmy Janssens (BEL)   | 32è                    |
| 5                      | Timo Kielich (BEL)     | 58è                    |
| 6                      | Stan Van Tricht (BEL)  | 75è                    |
| 7                      | Tibor Del Grosso (NED) | 28è                    |

| Arkéa-B&B Hotels ARK | Arkéa-B&B Hotels ARK    | Arkéa-B&B Hotels ARK |
| -------------------- | ----------------------- | -------------------- |
| Núm                  | Ciclista                | Pos                  |
| 11                   | Florian Sénéchal (FRA)  | 62è                  |
| 12                   | Louis Barré (FRA)       | 12è                  |
| 13                   | Laurens Huys (BEL)      | 21è                  |
| 14                   | Matis Louvel (FRA)      | 60è                  |
| 15                   | Alan Riou (FRA)         | 99è                  |
| 16                   | Clément Venturini (FRA) | 20è                  |
| 17                   | Miles Scotson (AUS)     | 86è                  |

| Red Bull-Bora-Hansgrohe RBH | Red Bull-Bora-Hansgrohe RBH | Red Bull-Bora-Hansgrohe RBH |
| --------------------------- | --------------------------- | --------------------------- |
| Núm                         | Ciclista                    | Pos                         |
| 21                          | Emil Herzog (GER)           | 54è                         |
| 22                          | Jordi Meeus (BEL)           | 67è                         |
| 24                          | Frederik Wandahl (DEN)      | 5è                          |
| 25                          | Filip Maciejuk (POL)        | 74è                         |
| 26                          | Jonas Koch (GER)            | 87è                         |

| Decathlon-AG2R La Mondiale DAT | Decathlon-AG2R La Mondiale DAT | Decathlon-AG2R La Mondiale DAT |
| ------------------------------ | ------------------------------ | ------------------------------ |
| Núm                            | Ciclista                       | Pos                            |
| 31                             | Benoît Cosnefroy (FRA)         | 35è                            |
| 32                             | Dries De Bondt (BEL)           | 85è                            |
| 33                             | Stan Dewulf (BEL)              | 4t                             |
| 34                             | Pierre Gautherat (FRA)         | 45è                            |
| 35                             | Jordan Labrosse (FRA)          | DNF-5                          |
| 36                             | Gianluca Pollefliet (BEL)      | 84è                            |
| 37                             | Baptiste Veistroffer (FRA)     | 90è                            |

| Groupama-FDJ GFC | Groupama-FDJ GFC    | Groupama-FDJ GFC |
| ---------------- | ------------------- | ---------------- |
| Núm              | Ciclista            | Pos              |
| 41               | Lewis Askey (GBR)   | 49è              |
| 42               | Cyril Barthe (FRA)  | 81è              |
| 43               | Thibaud Gruel (FRA) | 53è              |
| 44               | Matthew Walls (GBR) | 88è              |
| 45               | Paul Penhoët (FRA)  | 39è              |
| 46               | Rudy Molard (FRA)   | 9è               |
| 47               | Samuel Watson (GBR) | 19è              |

| Intermarché-Wanty IWA | Intermarché-Wanty IWA     | Intermarché-Wanty IWA |
| --------------------- | ------------------------- | --------------------- |
| Núm                   | Ciclista                  | Pos                   |
| 51                    | Lilian Calmejane (FRA)    | 38è                   |
| 52                    | Rune Herregodts (BEL)     | 31è                   |
| 53                    | Gerben Kuypers (BEL)      | 42è                   |
| 54                    | Madis Mihkels (EST)       | 63è                   |
| 55                    | Dion Smith (NZL)          | 29è                   |
| 56                    | Lorenzo Rota (ITA)        | 24è                   |
| 57                    | Baptiste Planckaert (BEL) | 94è                   |

| Lidl-Trek LTK | Lidl-Trek LTK                   | Lidl-Trek LTK |
| ------------- | ------------------------------- | ------------- |
| Núm           | Ciclista                        | Pos           |
| 61            | Dario Cataldo (ITA)             | 89è           |
| 62            | Juan Pedro López (ESP)          | 16è           |
| 63            | Cole Kessler (USA)              | 91è           |
| 64            | Natnael Tesfatsion (ERI) (ruta) | 8è            |
| 65            | Otto Vergaerde (BEL)            | 71è           |
| 66            | Alex Kirsch (LUX)               | 3r            |
| 67            | Mads Pedersen (DEN)             | 100è          |

| Movistar Team MOV | Movistar Team MOV               | Movistar Team MOV |
| ----------------- | ------------------------------- | ----------------- |
| Núm               | Ciclista                        | Pos               |
| 71                | Jon Barrenetxea (ESP)           | 17è               |
| 72                | Carlos Canal Blanco (ESP)       | 7è                |
| 73                | Iván García Cortina (ESP)       | 46è               |
| 74                | Johan Jacobs (SUI)              | 73è               |
| 75                | Gonzalo Serrano Rodríguez (ESP) | 51è               |
| 76                | Lorenzo Milesi (ITA)            | 64è               |

| Team Visma \| Lease a Bike TVL | Team Visma \| Lease a Bike TVL | Team Visma \| Lease a Bike TVL |
| ------------------------------ | ------------------------------ | ------------------------------ |
| Núm                            | Ciclista                       | Pos                            |
| 81                             | Julien Vermote (BEL)           | 48è                            |
| 82                             | Loe van Belle (NED)            | DNF-1                          |
| 83                             | Per Strand Hagenes (NOR)       | 11è                            |
| 84                             | Mick van Dijke (NED)           | 22è                            |
| 87                             | Jesse Kramer (NED)             | 61è                            |

| Bingoal WB BWB | Bingoal WB BWB          | Bingoal WB BWB |
| -------------- | ----------------------- | -------------- |
| Núm            | Ciclista                | Pos            |
| 91             | Ceriel Desal (BEL)      | 83è            |
| 92             | Floris De Tier (BEL)    | 34è            |
| 93             | Louka Matthys (BEL)     | DNF-4          |
| 94             | Johan Meens (BEL)       | 18è            |
| 95             | Michiel Lambrecht (BEL) | 55è            |
| 96             | Luca Van Boven (BEL)    | 23è            |
| 97             | Kenneth Van Rooy (BEL)  | DNF-2          |

| Israel-Premier Tech IPT | Israel-Premier Tech IPT   | Israel-Premier Tech IPT |
| ----------------------- | ------------------------- | ----------------------- |
| Núm                     | Ciclista                  | Pos                     |
| 101                     | Simon Clarke (AUS)        | 6è                      |
| 102                     | Oded Kogut (ISR) (ruta)   | 96è                     |
| 103                     | Riley Pickrell (CAN)      | 101è                    |
| 104                     | Nick Schultz (AUS)        | 33è                     |
| 105                     | Michael Schwarzmann (GER) | 80è                     |
| 106                     | Corbin Strong (NZL)       | 2n                      |
| 107                     | Dylan Teuns (BEL)         | 10è                     |

| Lotto Dstny LTD | Lotto Dstny LTD          | Lotto Dstny LTD |
| --------------- | ------------------------ | --------------- |
| Núm             | Ciclista                 | Pos             |
| 111             | Andreas Kron (DEN)       | 37è             |
| 112             | Pascal Eenkhoorn (NED)   | 15è             |
| 113             | Jasper De Buyst (BEL)    | NP-2            |
| 114             | Alec Segaert (BEL)       | 14è             |
| 115             | Liam Slock (BEL)         | 65è             |
| 116             | Jarne Van De Paar (BEL)  | DNF-1           |
| 117             | Florian Vermeersch (BEL) | 43è             |

| Team Flanders-Baloise TFB | Team Flanders-Baloise TFB | Team Flanders-Baloise TFB |
| ------------------------- | ------------------------- | ------------------------- |
| Núm                       | Ciclista                  | Pos                       |
| 121                       | Arno Claeys (BEL)         | DNF-2                     |
| 122                       | Alex Colman (BEL)         | 25è                       |
| 123                       | Gilles De Wilde (BEL)     | 72è                       |
| 124                       | Jules Hesters (BEL)       | 79è                       |
| 125                       | Yentl Vandevelde (BEL)    | 76è                       |
| 126                       | Ward Vanhoof (BEL)        | 27è                       |
| 127                       | Victor Vercouillie (BEL)  | 98è                       |

| TotalEnergies TEN | TotalEnergies TEN       | TotalEnergies TEN |
| ----------------- | ----------------------- | ----------------- |
| Núm               | Ciclista                | Pos               |
| 131               | Thomas Bonnet (FRA)     | 70è               |
| 132               | Fabien Doubey (FRA)     | 26è               |
| 133               | Émilien Jeannière (FRA) | 41è               |
| 134               | Lorrenzo Manzin (FRA)   | 69è               |
| 135               | Julien Simon (FRA)      | 56è               |
| 136               | Geoffrey Soupe (FRA)    | 95è               |
| 137               | Dries Van Gestel (BEL)  | 78è               |

| Tudor Pro Cycling Team TUD | Tudor Pro Cycling Team TUD  | Tudor Pro Cycling Team TUD |
| -------------------------- | --------------------------- | -------------------------- |
| Núm                        | Ciclista                    | Pos                        |
| 141                        | Tom Bohli (SUI)             | 92è                        |
| 142                        | Alberto Dainese (ITA)       | 82è                        |
| 143                        | Jacob Eriksson (SWE) (ruta) | DNF-5                      |
| 144                        | Lucas Eriksson (SWE)        | 59è                        |
| 145                        | Arthur Kluckers (LUX)       | DNF-5                      |
| 146                        | Marius Mayrhofer (GER)      | DNF-5                      |
| 147                        | Matteo Trentin (ITA)        | 1r                         |

| Uno-X Mobility UXM | Uno-X Mobility UXM            | Uno-X Mobility UXM |
| ------------------ | ----------------------------- | ------------------ |
| Núm                | Ciclista                      | Pos                |
| 151                | Fredrik Dversnes (NOR)        | 13è                |
| 152                | Markus Hoelgaard (NOR) (ruta) | 30è                |
| 153                | William Blume Levy (DEN)      | 97è                |
| 154                | Jonas Iversby Hvideberg (NOR) | 66è                |
| 155                | Sakarias Koller Løland (NOR)  | 47è                |
| 156                | Anders Skaarseth (NOR)        | 52è                |
| 157                | Erik Nordsæter Resell (NOR)   |                    |

| Baloise Trek Lions TBL | Baloise Trek Lions TBL  | Baloise Trek Lions TBL |
| ---------------------- | ----------------------- | ---------------------- |
| Núm                    | Ciclista                | Pos                    |
| 161                    | Lars van der Haar (NED) | 77è                    |
| 162                    | David Haverdings (NED)  | 68è                    |
| 163                    | Pim Ronhaar (NED)       | 36è                    |
| 164                    | Ward Huybs (BEL)        | DNF-4                  |
| 165                    | Olivier Godfroid (BEL)  | DNF-5                  |
| 166                    | Maarten Verheyen (BEL)  | DNF-4                  |
| 167                    | Dietmar Ledegen (BEL)   | DQ-3                   |

| Pauwels Sauzen-Bingoal PSB | Pauwels Sauzen-Bingoal PSB   | Pauwels Sauzen-Bingoal PSB |
| -------------------------- | ---------------------------- | -------------------------- |
| Núm                        | Ciclista                     | Pos                        |
| 171                        | Eli Iserbyt (BEL)            | 50è                        |
| 172                        | Michael Vanthourenhout (BEL) | 40è                        |
| 173                        | Kay De Bruyckere (BEL)       | NP-2                       |
| 177                        | Yorben Lauryssen (BEL)       | 93è                        |